# Ясенець-Ілжецький-Дольни
Ясенець-Ілжецький-Дольни (пол. Jasieniec Iłżecki Dolny) — село в Польщі, у гміні Ілжа Радомського повіту Мазовецького воєводства.
Населення — 379 осіб (2011).
У 1975-1998 роках село належало до Радомського воєводства.

## Демографія
Демографічна структура станом на 31 березня 2011 року:
|          | Загалом | Допрацездатний вік | Працездатний вік | Постпрацездатний вік |
| -------- | ------- | ------------------ | ---------------- | -------------------- |
| Чоловіки | 189     | 57                 | 108              | 24                   |
| Жінки    | 190     | 49                 | 89               | 52                   |
| Разом    | 379     | 106                | 197              | 76                   |